# ورزشگاه شهر اس‌آرسی اسلاویا
ورزشگاه شهر اس‌آرسی اسلاویا (به لاتین: City Stadium SRC Slavija) یک ورزشگاه در بوسنی و هرزگوین است که در Istočno Sarajevo, Bosnia and Herzegovina واقع شده‌است.